# Lempel-Ziv-Storer-Szymanski-Algorithmus
Der Lempel-Ziv-Storer-Szymanski-Algorithmus (LZSS) ist ein Substitutionskompressions-Algorithmus zur verlustfreien Datenkompression auf Basis von LZ77. Er wurde 1982 von James A. Storer und Thomas G. Szymanski im Journal of the ACM veröffentlicht, einer Fachzeitschrift der Association for Computing Machinery.
Wesentliche Änderung von LZSS gegenüber LZ77 ist das Einführen eines Flags, mit dem im Ausgabestrom zwischen Stringreferenz und einzelnem Zeichen („Literal“) unterschieden wird, während LZ77 mittels der Tripel-Schreibweise auf die Ausgabe von Stringreferenzen festgelegt ist.
Stark an LZSS angelehnt ist der Lempel-Ziv-Stac-Algorithmus.
Das populäre Deflate-Verfahren nutzt LZSS als einen Hauptbestandteil.